# HMS Jaguar (1938)
HMS Jaguar – brytyjski niszczyciel z okresu II wojny światowej, należący do typu J (J/K/N), w służbie Royal Navy w latach 1939-1942. Nosił znaki burtowe F34, G34. Służył głównie na Morzu Śródziemnym, gdzie został zatopiony 26 marca 1942.
Za przebieg służby HMS „Jaguar” otrzymał 8 wyróżnień bitewnych (battle honours): ewakuacja Dunkierki 1940, bitwa o Atlantyk 1940, bitwa koło przylądka Spartivento 1940, bitwa koło przylądka Matapan 1941, bitwa o Kretę 1941, Morze Śródziemne 1941, Libia 1941-1942, konwoje maltańskie 1942.

## Budowa
Budowę okrętu zamówiono 25 marca 1937, w ramach programu z 1936 roku. Stępkę pod budowę położono 25 listopada 1937 w stoczni William Denny and Brothers (Denny) w Dumbarton w Szkocji, kadłub wodowano 22 listopada 1938. Okręt otrzymał nazwę „Jaguar” jako pierwszy okręt brytyjski. Wszedł do służby w Royal Navy 12 września 1939, jako ostatni z niszczycieli typu J. W tej samej stoczni budowano też równocześnie niszczyciel HMS „Kandahar” identycznego typu K, a następnie „Van Galen” (ex „Noble”) i „Tjerk Hiddes” (ex „Nonpareil”)  identycznego typu N. Kontraktowy koszt budowy bez uzbrojenia i wyposażenia łączności wynosił 392.363 funtów szt. (całkowity koszt – ok. 596.197 funtów).

## Służba

### Morze Północne 1939-1940
„Jaguar” wszedł do służby brytyjskiej wkrótce po wybuchu II wojny światowej. 28 września 1939, po uzyskaniu gotowości, dołączył do 14. Dywizjonu 7. Flotylli Niszczycieli, stanowiącej część wydzielonych sił Humber Force w ujściu rzeki Humber (zastąpił on wchodzący dotychczas w jej skład HMS „Echo” i odtąd 7. Flotylla miała pełny skład wszystkich 8 okrętów typu J). Przez pierwsze miesiące wojny niszczyciele flotylli patrolowały na Morzu Północnym i eskortowały tam konwoje przybrzeżne; „Jaguar” kilkukrotnie atakował okręty podwodne, bez rezultatów. 8 października 1939 wziął udział w wypadzie krążowników brytyjskich na Skagerrak, podczas którego był atakowany nieskutecznie przez niemieckie samoloty.
Od połowy marca do końca kwietnia 1940 okręt był w remoncie w Dundee. Zmieniono mu wówczas znak burtowy z F34 na G34. „Jaguar” wziął ograniczony tylko udział w kampanii w Norwegii, wchodząc od 4 maja 1940 w skład eskorty lotniskowca HMS „Ark Royal”, atakującego cele w Norwegii. Został następnie w połowie maja z resztą 7. Flotylli przydzielony do Dowództwa Nore (Nore Command) w Harwich, na południu Anglii i w dniach 27-29 maja brał udział w ewakuacji wojsk z Dunkierki (operacja Dynamo), m.in. z HMS „Javelin” z 7. Flotylli. M.in. 28 maja uczestniczył w ratowaniu żołnierzy z zatopionego statku „Aboukir” i zabrał żołnierzy z Dunkierki. 29 maja ok. 16 został poważnie uszkodzony niemiecką bombą lotniczą w Dunkierce (13 zabitych, uszkodzona jedna kotłownia, podczas nalotu zatonął niszczyciel HMS „Grenade”). „Jaguar” został wyholowany z portu przez niszczyciel HMS „Express”, a następnie powrócił o własnych siłach do Dover. Remont trwał do 16 czerwca.
Został następnie przydzielony do 5. Flotylli Niszczycieli, w składzie Dowództwa Nore. Zajmował się wciąż głównie eskortą konwojów, m.in. z niszczycielem „Javelin”. W październiku został przydzielony do Dowództwa Zachodnich Podejść (z „Javelin”, „Kelvin” i „Kipling”). W nocy 11–12 października 1940 „Jaguar” wziął udział w operacji Medium, ostrzeliwując wraz z pancernikiem „Revenge” i niszczycielami 5 Flotylli port w Cherbourgu.

### Zachodnie Morze Śródziemne 1940-1941
Eskortując od 15 listopada 1940 konwój operacji Collar – dowozu zaopatrzenia na Maltę, „Jaguar” został przebazowany do Gibraltaru (m.in. wraz z „Kelvin”) i czasowo przydzielony do 8 Flotylli Niszczycieli Zespołu H. Brał następnie udział w operacji Collar 25-29 listopada, w osłonie m.in. lotniskowca „Ark Royal” i okrętów liniowych „Renown” i Ramillies”. Podczas tej operacji doszło 27 listopada do starcia z flotą włoską koło przylądka Spartivento. 20-24 grudnia brał udział w składzie Zespołu H w powtórnej operacji zaopatrzeniowej na Maltę (Hide / Seek).
31 grudnia 1940 wraz z niszczycielami HMS „Duncan”, „Firedrake”, „Foxhound” i „Hero” wziął udział w operacji Ration, w toku której przechwycono 1 stycznia 1941 francuski konwój z Casablanki w Cieśninie Gibraltarskiej. „Jaguar” ostrzelał statek „Chantilly” (9986 BRT), który następnie wraz z tankowcami „Octane” i „Suroit” oraz duńskim statkiem „Sally Maersk” doprowadzono do Gibraltaru.
Od 10 stycznia 1941 w eskorcie konwoju na Maltę Excess, „Jaguar” osłaniał krążowniki HMS „Southampton” i „Bonaventure” w starciu z włoskimi torpedowcami, w którym zatopiono torpedowiec „Vega”. W toku operacji przebazował 16 stycznia do Aleksandrii, w skład Floty Śródziemnomorskiej.

### Wschodnie Morze Śródziemne 1941-1942
We Flocie Śródziemnomorskiej HMS „Jaguar” wszedł w skład 27. Dywizjonu 14. Flotylli Niszczycieli komandora Philipa Macka. Brał następnie aktywny udział w działaniach na wschodnim Morzu Śródziemnym. 27 lutego ostrzelał i lekko uszkodził włoski niszczyciel „Francesco Crispi” w greckim porcie Kastelorizo podczas osłony operacji Abstention (nieudanego rajdu sił specjalnych na Kastelorizo). 20-24 marca w składzie głównych sił Floty osłaniał konwój MW-6 na Maltę (operacja MC 9). 29 marca 1941 „Jaguar” brał udział w bitwie pod Matapanem.
18-20 kwietnia 1941 „Jaguar” osłaniał z głównymi siłami Floty operację konwojową na Maltę MD 2, a 21 kwietnia brał udział w bombardowaniu Trypolisu (operacja MD 3). Następnie, 22 kwietnia niszczyciele „Juno”, „Jervis”, „Janus” i „Jaguar” przebazowano na Maltę, w skład zespołu K. W nocy 23/24 kwietnia niszczyciele te wzięły udział w wypadzie z Malty na poszukiwanie włoskiego konwoju, którego nie odnaleziono, lecz zatopiono włoski statek „Egeo” (3311 BRT). 28 kwietnia „Jaguar” z innymi okrętami przebazował z powrotem do Aleksandrii, eskortując transportowiec „Breconshire”. W dniach 6-12 maja wziął udział w dalekiej osłonie konwojów na Maltę i do Egiptu – operacja MD 4 /Tiger.
W maju 1941 „Jaguar” uczestniczył w bitwie o Kretę w składzie Zespołu A, m.in. dostarczając 24 maja amunicję z Aleksandrii do zatoki Suda, wraz z niszczycielem HMS „Defender”. Eskortował następnie transportowiec „Glenroy” na Kretę, lecz rejs został przerwany po jego uszkodzeniu przez lotnictwo. 30 maja osłaniał przed lotnictwem ewakuację ze Sfakii na południu Krety.
Od 9 czerwca 1941 „Jaguar” brał udział w kampanii syryjskiej, przeciwko siłom Francji Vichy, patrolując u wybrzeży Syrii. W nocy 22/23 czerwca wraz z krążownikami HMS „Naiad” i HMNZS "Leander" i niszczycielami HMS „Kingston” i „Nizam” wziął udział w potyczce z francuskim wielkim niszczycielem „Guépard” na północ od Bejrutu, zakończonej jego uszkodzeniem. 24 czerwca „Jaguar” ostrzeliwał pozycje francuskie na wybrzeżu Syrii.
W sierpniu, wrześniu i październiku odbywał rejsy zaopatrzeniowe do oblężonego Tobruku (m.in. dowożąc brytyjskich żołnierzy i zaopatrzenie w ramach operacji Supercharge i Cultivate). 20/21 października ostrzeliwał też tam pozycje nadbrzeżne, a 21 października osłaniał holowanie storpedowanej kanonierki HMS „Gnat” przez niszczyciel HMS „Griffin”. 2-9 listopada dostarczał posiłki na Cypr (operacja Glencoe). 1 grudnia 1941 wziął udział w bezskutecznej próbie przechwycenia włoskich niszczycieli pod Derną (z niszczycielami HMS „Jervis”, „Jackal” i „Kipling”), po której dowódca „Jaguara” kmdr ppor. J. Hine i 2 innych marynarzy poniosło śmierć na skutek nieszczęśliwego wystrzału „Jervisa”.
8 grudnia 1941 „Jaguar” wszedł w skład zespołu B operującego z Malty, z krążownikami HMS „Ajax” i „Neptune” i niszczycielami HMS „Lively” i „Kandahar”. 18 grudnia z „Kandaharem” i „Neptune” osłaniał transportowiec „Breconshire” na Maltę po I bitwie pod Syrtą. „Jaguar” nie wziął udziału w rajdzie zespołu pod Trypolis tego dnia, lecz następnie 20 grudnia odszukał niszczyciel „Kandahar”, ciężko uszkodzony na minie i uratował 174 jego członków załogi oraz dobił go torpedą. Od początku 1942 „Jaguar” brał udział w osłonie operacji zaopatrzeniowych na Maltę: 6-7 stycznia operacji MF.2 (statek „Glengyle” na Maltę), a 17-19 stycznia MF.3 (4 statki na Maltę konwoju MW 8A/B), po której przebazował ponownie do Aleksandrii. W dniach 24-28 stycznia wziął udział w osłonie kolejnej operacji zaopatrzeniowej z Aleksandrii MF.4 (statek „Breconshire”), a 12-16 lutego w nieudanej operacji konwojowej MF.5 (konwój MW-9A/B nie dotarł na Maltę, jedynie przeprowadzono pusty konwój ME-10 z Malty).
26 marca 1942, eskortując tankowiec RFA „Slavol” do Tobruku z greckim niszczycielem „Vassilissa Olga” i uzbrojonym trawlerem „Klo”, „Jaguar” został zatopiony dwoma torpedami przez niemiecki okręt podwodny U-652 (typu VIIC) na wschodnim Morzu Śródziemnym, na północ od Sollum, na pozycji 31°53′N 26°18′E/31,883333 26,300000 (U-652 storpedował następnie również tankowiec). Z załogi niszczyciela zginęło 3 oficerów, w tym dowódca L. Tyrwhitt i 191 marynarzy, trawler „Klo” uratował 53 osoby

## Dowódcy
- wrzesień 1939 – 1. 12. 1941: Lt Cdr (komandor podporucznik) J.F.W. Hine
- grudzień 1941 – 26. 3. 1942: Lt Cdr (kmdr ppor.) L.R.K. Tyrwhitt

## Dane techniczne

### Uzbrojenie
Uwaga – dane dotyczące uzbrojenia i wyposażenia odnoszą się ogólnie do okrętów typu J, daty zmian w przypadku konkretnego okrętu są orientacyjne.
- 6 dział 120 mm QF Mk XII na podwójnych podstawach CP Mk XIX, osłoniętych maskami (3xII)
  - długość lufy: L/45 (45 kalibrów), donośność maksymalna 15 520 m, kąt podniesienia +40°, masa pocisku 22,7 kg
- 1 działo plot 102 mm QF Mk V na podstawie HA Mk III (od 1940/41 zamiast aparatu torpedowego)
  - długość lufy: L/45, kąt podniesienia +80°, masa pocisku 14,06 kg
- 4 automatyczne armaty przeciwlotnicze 40 mm Vickers Mk VIII („pom-pom”) poczwórnie sprzężone na podstawie Mk VII (1xIV)
- 2-4 automatycznych działek plot 20 mm Oerlikon 20 mm (od 1941, ilość stopniowo wzrastała, 2xI do 4xI zamiast wkm)
- 8 wkm plot 12,7 mm Vickers Mk III (2xIV) (do 1941)
- 10 wyrzutni torpedowych 533 mm w dwóch aparatach torpedowych PR Mk II (2xV), 10 torped Mk IX (od 1940/41 – 5 wyrzutni)
- 1 zrzutnia na 6 bomb i 2 miotacze bomb głębinowych (20 bomb głębinowych)

### Wyposażenie
- hydrolokator
- system kierowania ogniem artylerii: dalocelownik (DCT) i główny dalmierz (na nadbudówce dziobowej)
- radar dozoru ogólnego Typ 286 (od 1941, na głównym maszcie)
- radar kierowania ogniem plot Typ 285 (od 1941, na stanowisku dalmierza)